# Vespertine
Vespertine – czwarty album studyjny islandzkiej piosenkarki Björk, wydany w 27 sierpnia 2001 przez wytwórnię One Little Indian. Płyta zawiera 12 utworów.  Na płycie tej artystka ukazała swój wewnętrzny świat, pełen drobnych uderzeń, cichych rytmów, westchnień. Kolejny raz pokazała jak potrafi operować nietypowymi dźwiękami i eksperymentować z wokalem. Przy tej płycie współpracowała z eksperymentującymi artystami Matmos, Thomasem Knakiem i harfistką Zeeną Parkins.

## Lista utworów
1. "Hidden Place" (Björk) - 5:28
2. "Cocoon" (Björk/Thomas Knak) - 4:28
3. "It's Not Up to You" (Björk) - 5:08
4. "Undo" (Björk/Thomas Knak) - 5:38
5. "Pagan Poetry" (Björk) - 5:14
6. "Frosti" (Björk) - 1:41
7. "Aurora" (Björk) - 4:39
8. "An Echo, a Stain" (Björk/Guy Sigsworth) - 4:04
9. "Sun in My Mouth" (Björk/Guy Sigsworth) - 2:40
10. "Heirloom" (Björk/Martin Console) - 5:12
11. "Harm of Will" (Björk/Guy Sigsworth/Harmony Korine) - 4:36
12. "Unison" (Björk) - 6:45

## Single
- "Hidden Place", Wielka Brytania #21, Kanada #16
- "Pagan Poetry", Wielka Brytania #38, Kanada #15
- "Cocoon", Wielka Brytania #35